# 金策先
金策先，字撰丞，安徽英山人，清朝政治人物。
宣统元年（1909年）至宣统二年（1910年），擔任利川知县。